# Ulrike Schielke-Ziesing

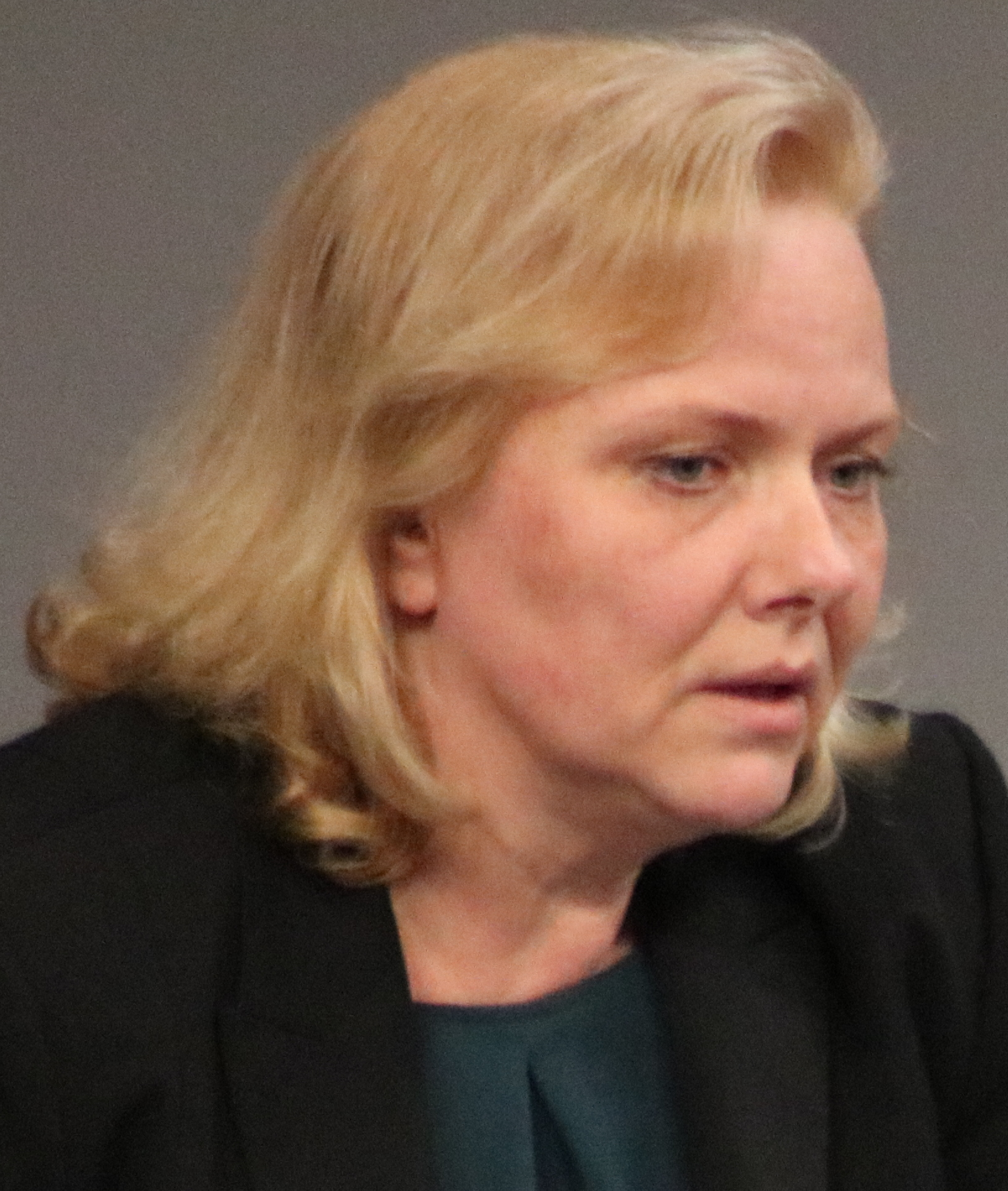
Ulrike Schielke-Ziesing

Ulrike Schielke-Ziesing (nascida em 17 de junho de 1969) é uma política alemã da Alternativa para a Alemanha (AfD) e membro do Bundestag.

## Vida e política
Schielke-Ziesing nasceu em 1969, no município de Neubrandenburg, na Alemanha Oriental, e trabalhava para uma agência de segurança social. Ela ingressou na recém-fundada AfD em 2013 e tornou-se, após as eleições federais alemãs de 2017, membro do Bundestag.